# Jeff Barry
Jeff Barry, nato Joel Adelberg (Brooklyn, 3 aprile 1938), è un cantautore e produttore discografico statunitense.

## Biografia
È nato a Brooklyn in una famiglia ebrea.
Nel 1964, insieme alla moglie Ellie Greenwich, venne introdotto nella Red Bird Records da Jerry Leiber e Mike Stoller in qualità di cantautori e produttori. Tra i brani dai due scritti e prodotti vi sono Chapel of Love, People Say e Iko Iko dei The Dixie Cups, Remember (Walking in the Sand) e Leader of the Pack delle The Shangri-Las.
Nel 1966 è produttore del brano I'm a Believer, successo dei The Monkees. Per lo stesso gruppo produce il brano A Little Bit Me, a Little Bit You, coproduce l'album Changes (1970) e produce il singolo Do It in the Name of Love (1971).
Dopo esser stato rimosso dal progetto Monkees, Don Kirshner lavorò sulla serie animata Archie e Sabrina (The Archie Show), con Barry suo collaboratore nelle vesti di produttore, autore e compositore di canzoni del gruppo immaginario The Archies. Nel 1967 inoltre Barry aveva fondato una sua etichetta discografica, la Steed Records, e uno degli artisti legati a questa etichetta era il canadese Andy Kim, che ha coscritto il brano Sugar, Sugar dei The Archies.
Nel 1970 Barry scrisse e produsse singoli e album per il cantante degli Archies Ron Dante, per Bobby Bloom e per Robin McNamara. Inoltre si dedicò a lavori per il cinema, realizzando le musiche del film L'incredibile casa in fondo al mare. Ha lavorato nel mondo del teatro scrivendo la musica dello spettacolo Off-Broadway The Dirtiest Show in Town.
Nel 1971 si trasferì in California dove ebbe un contratto di produzione per la A&M Records. Tra il 1972 ed il 1975 ha prodotto singoli per Nino Tempo e April Stevens, sia insieme che separatamente, e per il gruppo vocale The Persuasions. Ha in seguito spostato la sua attività sul mondo della televisione, scrivendo le sigle di Giorno per giorno (One Day at a Time), I Jefferson (The Jeffersons) e Casa Keaton (Family Ties), pur continuando a lavorare nella musica pop.
Il brano I Honestly Love You, da lui coscritto insieme a Peter Allen, venne portato al successo da Olivia Newton-John nel 1974. Negli anni '70 e '80 ha anche lavorato su numerose canzoni di genere country.
Nel 1990 ha prodotto la sigla della serie animata Where's Wally? insieme a Richard Goldsmith, con cui lavorò a diversi progetti.
Nel 1991 venne inserito, insieme alla moglie Ellie Greenwich, nella Songwriters Hall of Fame. Durante la metà degli anni '90 è stato presidente della National Academy of Songwriters. Negli anni 2010 ha continuato a comporre canzoni per teatro, animazione, cinema e altro.